# Matamoros
Matamoros er en by i Mexico i delstaten Tamaulipas, som ligger lige ved Rio Grande ret overfor Brownsville i Texas i USA. Byen havde 266 100 indbyggere i 1990. Byen er opkaldt efter oprørshelten Mariano Matamoros.
Matamoros er en grænseby med stor handel, og en del turist-trafik. Byen blev grundlagt i 1824, og blev okkuperet af amerikanske tropper i 1846.[kilde mangler]